# Катайск

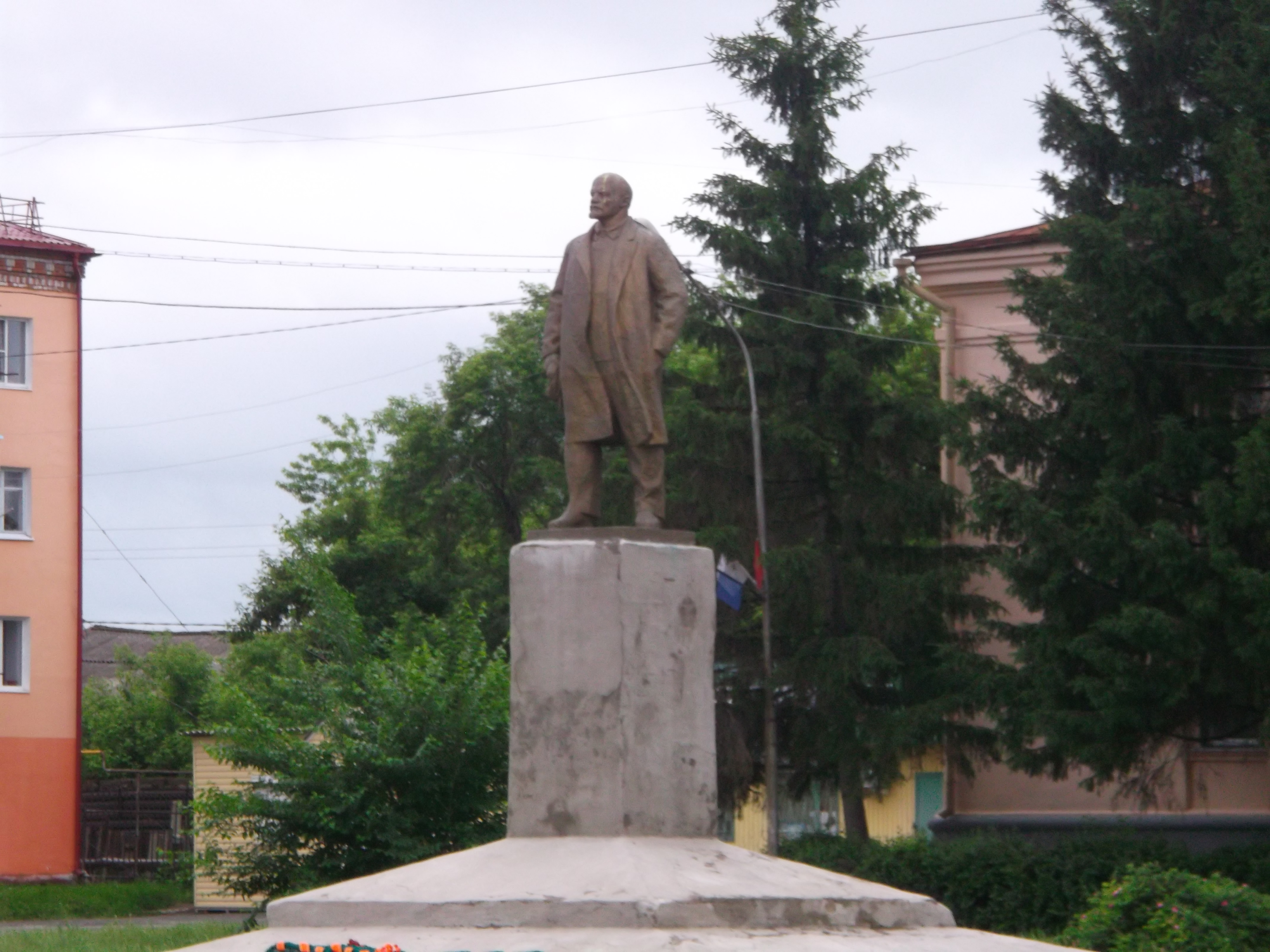
Памятник В. И. Ленину

Ката́йск — город в Курганской области России, административный центр Катайского района.
Население — 11 881 чел. (2021).

## Этимология
Название поселение происходит от реки Катайка, гидроним же образован от башкирского родоплеменного названия — катай.

## Местоположение
Катайск расположен на реке Исети (притоке Тобола), у устья реки Катайки.

### Часовой пояс
Катайск, как и вся Курганская область, находится в часовой зоне МСК+2. Смещение применяемого времени относительно UTC составляет +5:00.

### Климат
Преобладает умеренно континентальный климат. Зимы морозные и продолжительные. Лето тёплое и короткое.
Среднегодовое количество осадков — 475 мм.

## История
- Гидроним Катайка, давший название городу, образован по названию башкирского племени катай.
- 1655 год. На берегу Исети, в устье Катайки на земле племени кара-катайцев казаки основали поселение — острог, который назвали Катайским. Заводил и строил Катайский острог Верхотурский сын боярский Панкратий Семёнович Перхуров (1595—после 1660).
- В 1657 году в Катайском остроге прибрано на денежный оброк пять семей русских людей, и 36 семей татар и черемис.
- В августе 1662 года восставшие инородцы под руководством царевича Девлет-Гирея (внук хана Кучума) разгромили слободы на р. Исети, в том числе Катайский острог.
- 1668 год. Катайский острог был передан из ведомства Верхотурского в ведомство Тобольского разряда (подчинение). Главная причина — он стоял на торговом пути, идущем из Тобольска в Москву и играл важную роль в обороне слобод Тобольского уезда.
- 1695 год. В остроге (отстроенном в 3-й раз) и окружающих его деревнях числилось 58 дворов казаков и 269 — крестьянских.
- В 1719 году, спустя 24 года, острогу принадлежало с. Ильинское и 21 деревня, в которой насчитывалось уже 550 дворов.
- 1737 год. Восставшие башкиры под руководством Бепени Торопбердина, Тюлькучуры Алдагулова, Мандара Карабаева, Юлдаша Суярембетова и другими вели бои за острог.
- 1774 год. Крестьяне Катайского острога подняли восстание, сформировали отряд и с двумя пушками прибыли под Далматов монастырь к походному атаману Прохору Пестереву.
- 31 мая 1791 года. Освящён храм во имя Богоявления.
- 1832 год. Открылось приходское училище.
- 1871 год. В Катайской волости насчитывалось грамотных 120 человек, то есть один грамотный мужчина приходился на 38 неграмотных и одна «читающая» женщина — на 484 не знакомых с Букварём.
- 1881 год. Сдана в эксплуатацию телеграфная линия с. Катайское — Каменский завод.
- 1 октября 1900 года. Открыт медицинский участок на пять коек.
- C XIX по начало XX веков посёлок являлся крупным центром торговли зерном.
- 1909 год. Впервые упоминается Катайская волостная библиотека.
- 1910—1912 гг. Построена и приняла первых больных волостная больница.
- С 1 ноября 1913 года начинается регулярное функционирование железной дороги Синарская — Шадринск. В Катайском появилась своя ж/д станция.
- К 1914 году в Катайскую волость входили 9 населённых пунктов: село Катайское, сёла Троицкое, Корюковское, Ильинское, Черемисское, Боровское, деревни Кораблёва, Савина, Шевелёва. В Селе Катайском было 272 двора с населением 1362 человека. По всей волости проживал 14551 человек.
- Весна 1918 года. Передача власти из рук волостной управы в руки Советов.
- 11 июля 1918 года, после боя за г. Далматов, красный 4-й Уральский стрелковый полк начал отход к с. Катайскому. 13 июля 1918 года он влился в Добровольческий 1-й Крестьянский коммунистический полк Красных орлов. К 25 июля 1918 года красные отступили к Каменску.
- 23 июля 1919 года красные вошли в Каменск, 28 июля 1919 года — атаковали Далматов.
- 30 июля 1919 года создан Катайский ревком, 5 августа 1919 года создан волостной комитет РКП(б).
- В 1919 году в Катайской волости Камышловского уезда образован Катайский сельсовет.
- На основании постановлений ВЦИК от 3 ноября 1923 года и 12 ноября 1923 года в составе Шадринского округа Уральской области образован Катайский район.
- 12 февраля 1944 года село Катайск получило статус города районного подчинения с включением в городскую черту населённых пунктов Кораблёво, Троицк, Одино, Савино.
- 18 февраля 1952 на окраине города за СПТУ произошел взрыв железнодорожного вагона, груженного взрывчатым веществом весом 18 тонн. Из 13 солдат охраны погибло 6 человек, погиб вагонный мастер, пожарный расчёт из 5 человек и 2 человека гражданских[5]. Осталась воронка, глубина которой достигает 6 метров, а длина — 75 метров
- С 1 февраля 1963 года упразднён Катайский район, город Катайск получил статус города областного подчинения.
- С 12 января 1965 года образован Катайский район, город Катайск преобразован в город районного подчинения.
- С 12 мая 1965 года в административное подчинение Катайского городского Совета передано с. Хвойное (б. ц. у. Катайского Госплемптицезавода).

Распоряжением Правительства РФ от 29 июля 2014 года № 1398-р «Об утверждении перечня моногородов» городское поселение город Катайск включено в категорию «Монопрофильные муниципальные образования Российской Федерации (моногорода), в которых имеются риски ухудшения социально-экономического положения».
В рамках административно-территориального устройства Катайск до 2023 года являлся городом районного подчинения. В рамках муниципального устройства с 2004 до 2022 гг. город Катайск образовывал одноимённое городское поселение в составе существовавшего в этот период муниципального района, а с 2022 года — административный центр Катайского муниципального округа.

## Экономика
Градообразующим предприятием является Катайский насосный завод, созданный в 1941 году на базе эвакуированного Мелитопольского завода насосно-компрессорного оборудования. На предприятии работает свыше 700 человек, что составляет 16 % всех рабочих мест в Катайске. Предприятие обеспечивает 12,6 % налоговых поступлений городского бюджета.

### ТОР «Катайск»
Постановлением Правительства РФ от 12 февраля 2019 года № 119 утвержден статус территории опережающего социально-экономического развития.

## Население
| 1869    | 1904    | 1920    | 1926    | 1939    | 1959    | 1970    | 1979    | 1989    |
| ------- | ------- | ------- | ------- | ------- | ------- | ------- | ------- | ------- |
| 685     | ↗1250   | ↗1797   | ↗2047   | ↗2706   | ↗11 824 | ↗14 338 | ↗15 529 | ↗16 789 |
| 1992    | 1996    | 1998    | 2000    | 2001    | 2002    | 2003    | 2005    | 2006    |
| ↘16 700 | →16 700 | ↘16 400 | ↘16 100 | ↘15 800 | ↗15 836 | ↘15 800 | ↘15 200 | ↘15 000 |
| 2007    | 2008    | 2009    | 2010    | 2011    | 2012    | 2013    | 2014    | 2015    |
| ↘14 800 | ↘14 600 | ↘14 410 | ↘14 003 | ↘13 930 | ↘13 603 | ↘13 332 | ↘13 169 | ↘12 891 |
| 2016    | 2017    | 2018    | 2019    | 2020    | 2021    |         |         |         |
| ↘12 781 | ↘12 585 | ↘12 565 | ↘12 398 | ↘12 367 | ↘11 881 |         |         |         |

На 1 января 2025 года по численности населения город находился на 877-м месте из 1124 городов Российской Федерации.
Численность населения с учётом населённых пунктов, включённых в городскую черту в 1944 году.
| Наименование                     | 1869 | 1904 | 1926 |
| -------------------------------- | ---- | ---- | ---- |
| с. Катайское (Катайская слобода) | 685  | 1250 | 2047 |
| д. Кораблева (Забор)             | 323  | 475  | 574  |
| д. Савина (Гусева)               | 381  | 629  | 657  |
| с. Троицкое (Рыбино)             | 1594 | 2351 | 2434 |
| Итого                            | 2983 | 4705 | 5712 |

## Здравоохранение
Катайский врачебный участок (5-й земский участок Камышловского уезда) открылся 1 июля 1895 года (земский врач В. А. Ляпустин).
Катайская земская больница на 5 коек открылась 1 октября 1900 года (земский врач Н. А. Зеленцов), а 1910—1912 годах в селе Катайском строились врачебная амбулатория и больница на 35 коек.

## Церковь
В Катайском остроге была деревянная церковь во имя св. мучеников Флора и Лавра, сгорела в августе 1662 года, когда восставшие инородцы разгромили Катайский острог.

### Богоявленская церковь

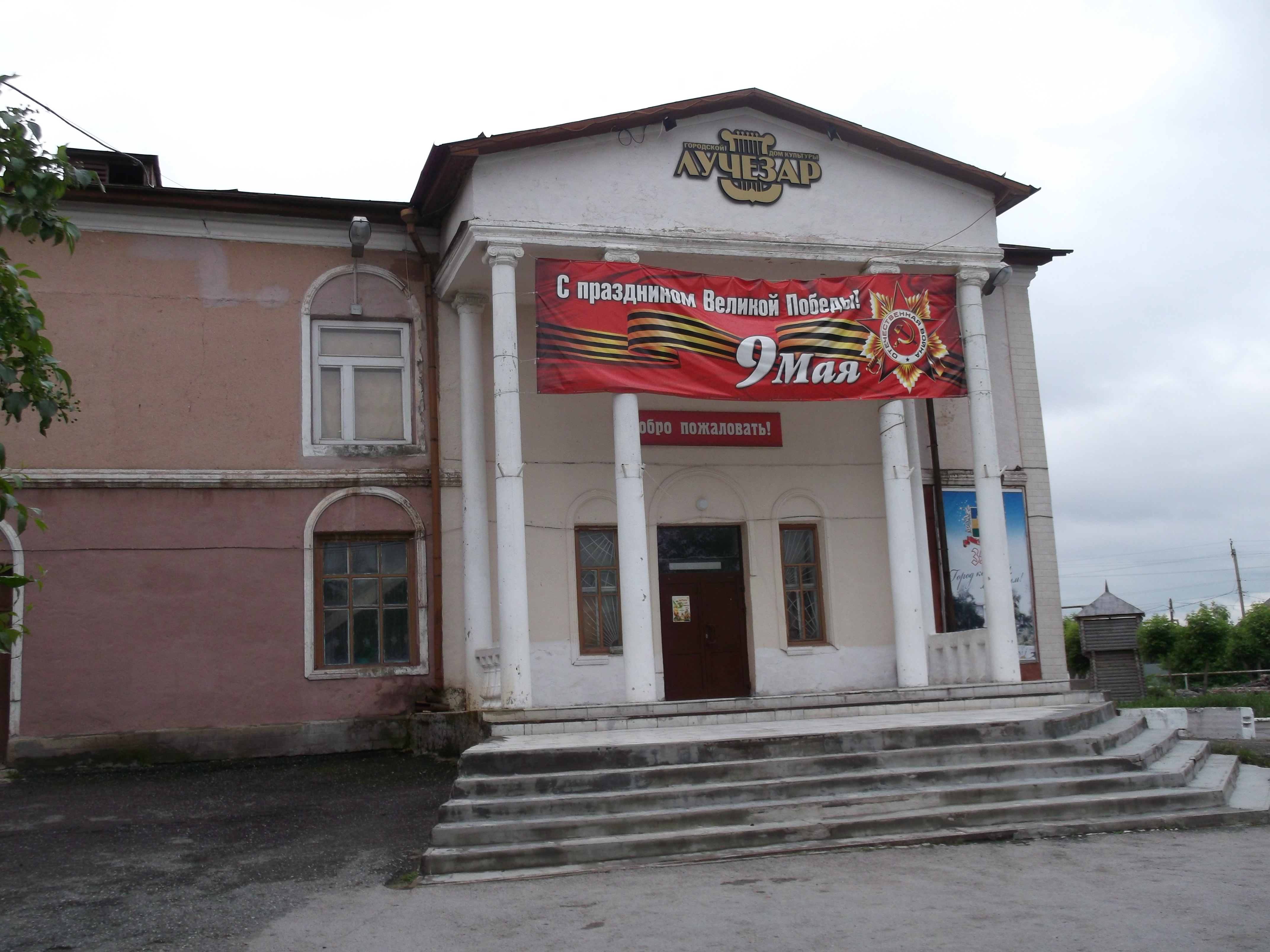
Дом культуры «Лучезар».

4 декабря 1671 года игумен Далматовского Успенского монастыря Иосиф по грамоте Корнилия, митрополита Сибирскаго, освятил в Катайском остроге вновь сооруженную деревянную церковь во имя Богоявления Господня.
9 октября 1782 года по грамоте епископа Тобольскаго Варлаама заложен одноглавый трехпрестольный храм с ярусной колокольней с главным престолом во имя Богоявления Господня. Освящен храм 31 мая 1791 года. В 1798 году с северной стороны храма был заложен, а 11 октября 1802 года освящен придел с престолом во имя Тихвинской иконы Божией Матери. В 1821 году в трапезе Богоявленского храма с южной стороны был заложен, а в 1828 году освящен придел во имя Всемилоствивого Спаса. Наиболее чтимые иконы в Богоявленской церкви: икона Флора и Лавра, сохранившаяся из первой церкви, и икона Божией Матери Афонская (Иверская). Бывший храм Богоявления Господня при Советской власти перестроен в кинотеатр, ныне Дом культуры «Лучезар». Адрес: г. Катайск, ул. Ленина, 184.

### Троицкая церковь
Около 1700 года вблизи Катайскаго острога, с западной стороны, построена деревянная церковь во имя Святой Троицы. Впоследствии у церкви образовалось село Троицкое (Рыбино).
В 1796 году заложена каменная трехпрестольная двухэтажная церковь в с. Троицком. 21 августа 1805 года был освящен престол в нижнем этаже церкви в честь Честнаго и Животворящаго Креста Господня. 22 мая 1822 года в верхнем этаже церкви был освящен главный престол во имя Св. Троицы. 20 мая 1884 года был заложен придел с северной стороны церкви во имя Св. Алексия человека Божия. Смежно с церковной оградой, на её юго-восточном углу, на месте прежней деревянной Свято-Троицкой церкви построена каменная часовня. Последний священник о. Алексий (Введенский), убитый красноармейцами в 1919 году, в 2000 году прославлен в лике новомучеников. Ныне здание церкви частично сохранилось, к зданию пристроено МБОУ «Средняя общеобразовательная школа № 2» г. Катайска. Адрес: г. Катайск, ул. Советская 1.

### Ильинская церковь
В начале XVIII века построена Ильинская церковь. В 1777 году эта церковь перенесена в дер. Плетни (ныне с. Ильинское).

### Скорбященская церковь

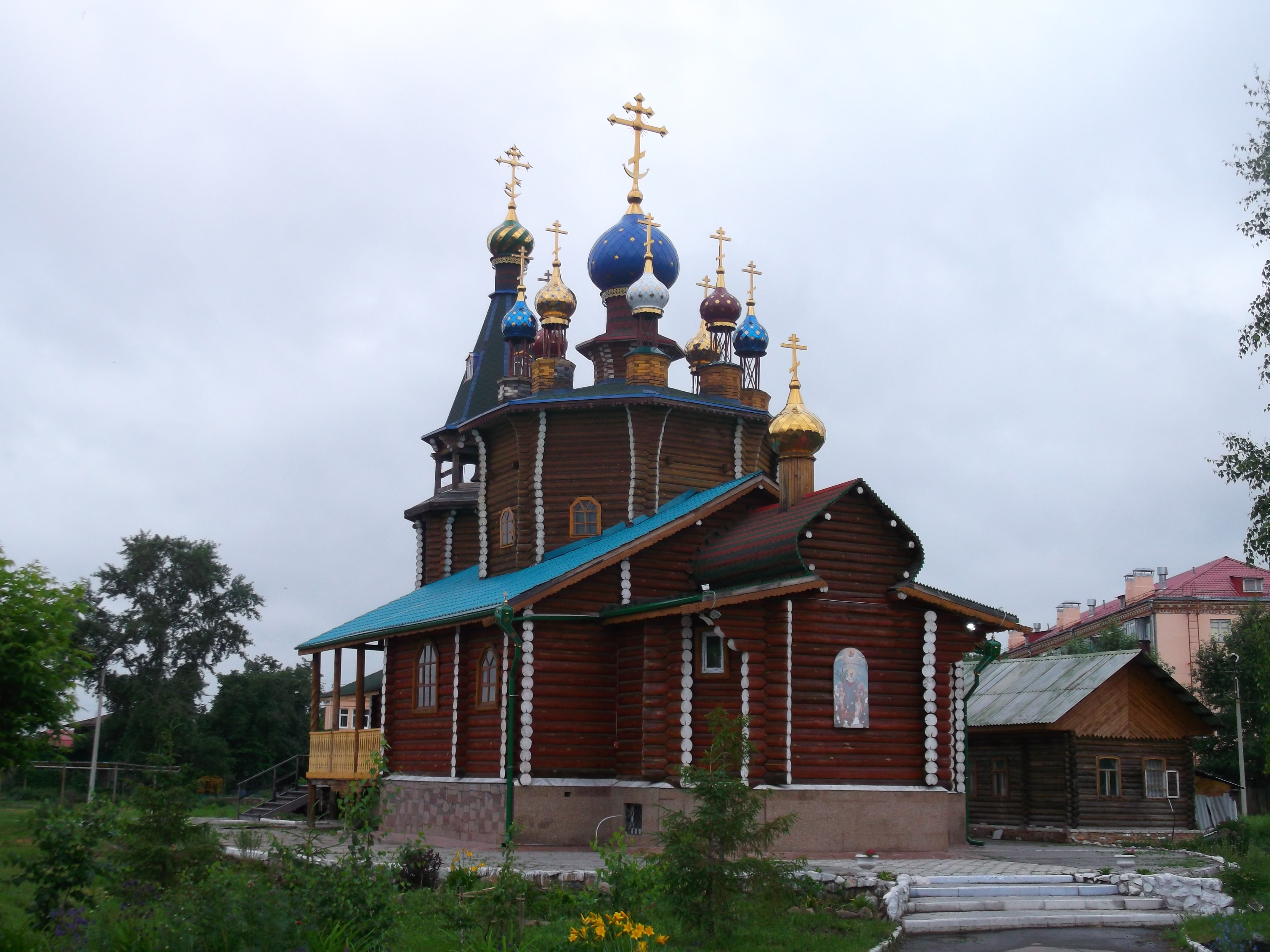
Скорбященская церковь.

7 марта 2010 года в Катайске состоялось торжественное освящение деревянной одноглавой церкви с шатровой колокольней в честь иконы Божией Матери «Всех скорбящих Радость». Адрес: г. Катайск, ул. Ленина, 186.

## Достопримечательности
- Дом культуры «Лучезар» (Богоявленская церковь, построена в 1791 году).
- Катайский районный краеведческий музей (купеческий особняк Алексея Ивановича Петрова, построен в 1881 году, с 1947 года — Катайский райком ВКП(б), с 1973 года — музей).
- Мемориал «Аллея Славы», установлен в 1973 году. В центре мемориала обелиск. Рядом расположены две стелы с изображениями героических сцен и плиты с фамилиями погибших в Великой Отечественной войне[38], памятный знак «Пограничникам Катайска», стела «Легендарным Красным Орлам 1918 год», 7 бюстов героев, танк Т-80.
- Мемориальный ансамбль, установлен в 1972 году. Авторы: О. Гудков, Н. Л. Богоявленских, Р. Ф. Горбунов. В центре установлена стела с изображением группы солдат. Рядом с ней расположены тумбы, на которых прикреплены плиты с фамилиями погибших в Великой Отечественной войне, и стела с изображением ордена Победы[39].
- Памятник В. И. Ленину.
- Памятник катайским пожарникам, открыт 20 сентября 2012 (в память о событии 18 февраля 1952 года).
- Бюст Панкратия Перхурова, открыт в 2015 году, скульптор Александр Галяминский.

## Транспорт
Одноимённая железнодорожная станция соединяет город с Далматовом, Каменском-Уральским, Екатеринбургом, Богдановичем, Шадринском, Курганом.
С автовокзала города автобусы ходят в Екатеринбург, Курган, Шадринск, Водолазово, Каменск-Уральский, Каргаполье, Далматово.

## Промышленность
- АО «Катайский насосный завод» Архивная копия от 25 сентября 2008 на Wayback Machine, основан 20 сентября 1941 года
- АО «Молоко» Архивная копия от 25 апреля 2017 на Wayback Machine, работает с декабря 1967 года

## Пресса
21 октября 1930 года вышел первый номер печатного издания под названием «Голос колхозника», сейчас «Знамя».